# Ryūsuke Ōbayashi
Ryūsuke Ōbayashi (大林 隆介?, Ōbayashi Ryūsuke; Fukuoka, 13 marzo 1946) è un doppiatore giapponese. Tra i personaggi doppiati si ricordano Soun Tendo di Ranma ½ e il capitano Gotō Kiichi in Patlabor. Era conosciuto come Ryūnosuke Obayashi (大 林隆 之 介?, Obayashi Ryūnosuke), ma il suo vero nome è Shōchi Obayashi (大林 昌一?, Obayashi Shoichi). Attualmente lavora per 81 Produce.

## Doppiaggio

### Serie animate
- Sōun Tendō in Ranma ½
- Capitano Kiichi Gotō in Patlabor
- Exsedol Folmo in The Super Dimension Fortress Macross
- Exsedol Folmo in Macross 7
- Exsedol 4970 in Macross - Il film
- Yasuo Iwakura in Serial experiments lain
- Fuyuhiko in Jungle de Ikou
- Ben Wooder in Mobile Suit Zeta Gundam
- Rakan Dahkaran in Mobile Suit Gundam ZZ
- Raijuta Isurugi in Kenshin samurai vagabondo
- Yokomori in DNA²
- Uranfu, Niruson  in Legend of the Galactic Heroes
- Mystery Man in Fancy Lala
- Biff Standard (OVA) e il principale Miura (TV) in Magical Girl Pretty Sammy
- Gengoro Nagase in To Heart
- Sanada, Ken in Dual! Parallel Trouble Adventure
- Ryōsuke Sekine in Jigoku shōjo
- Daija (il falso dio dell'acqua) in InuYasha
- Malcolm C. Lvellie in D.Gray-man

### Videogiochi
- Ben Wooder, Rakan Dahkaran e Exsedol Folmo in Super Robot Wars Alpha
- Ben Wooder in Super Robot Wars Alpha Gaiden
- Rakan Dahkaran in Super Robot Wars Alpha 2
- Exsedol Folmo in Super Robot Wars Alpha 3
- Giudice Ghis in Final Fantasy XII
- Rakan Dahkaran in Super Robot Wars A Portable
- L'Imperatore Strada in Asura's Wrath
- Padre di Lunch in Devil Summoner: Soul Hackers (versione 3DS)
- Rakan Dahkaran in Super Robot Wars V
- Rakan Dahkaran in Super Robot Wars X
- Rakan Dahkaran in Super Robot Wars T
- Ginium Hamett in Brigandine: The Legend of Runersia
- Victor in Elrentaros Wanderings